# Brasil Open 2018
Il Brasil Open 2018 è stato un torneo di tennis giocato su campi di terra rossa, facente parte della categoria ATP Tour 250 nell'ambito dell'ATP World Tour 2018. È stata la 18ª edizione del Brasil Open che si è giocato presso l'Esporte Clube Pinheiros di São Paulo, in Brasile, dal 26 febbraio al 4 marzo 2018.

## Partecipanti

### Teste di serie
| Nazione     | Giocatore            | Ranking* | Testa di serie |
| ----------- | -------------------- | -------- | -------------- |
| Spagna      | Albert Ramos Viñolas | 19       | 1              |
| Italia      | Fabio Fognini        | 21       | 2              |
| Uruguay     | Pablo Cuevas         | 33       | 3              |
| Francia     | Gaël Monfils         | 39       | 4              |
| Argentina   | Leonardo Mayer       | 49       | 5              |
| Argentina   | Guido Pella          | 55       | 6              |
| Stati Uniti | Tennys Sandgren      | 60       | 7              |
| Argentina   | Federico Delbonis    | 63       | 8              |

* Ranking al 19 febbraio 2018.

### Altri partecipanti
I seguenti giocatori hanno ricevuto una wild card per il tabellone principale:
- Thiago Monteiro
- Corentin Moutet
- Thiago Seyboth Wild

I seguenti giocatori sono passati dalle qualificazioni:

- Guilherme Clezar
- João Domingues
- Sebastian Ofner
- Renzo Olivo

## Campioni

### Singolare
Fabio Fognini ha battuto in finale  Nicolás Jarry con il punteggio di 1-6, 6-1, 6-4.
- È il quinto sesto in carriera per Fognini, il primo della stagione.

### Doppio
Federico Delbonis /  Máximo González hanno battuto in finale  Wesley Koolhof /  Artem Sitak con il punteggio di 6-4, 6-2.